# Chalcides bedriagai
Espèce
Synonymes
- Gongylus ocellatus bedriagai Bosca, 1880
- Chalcides pistaciae Valverde, 1966
- Chalcides bedriagai albaredae Valverde, 1968

Statut de conservation UICN

 NT  : Quasi menacé
Chalcides bedriagai est une espèce de sauriens de la famille des Scincidae.

## Répartition
Cette espèce est endémique de la péninsule Ibérique. Elle se rencontre au Portugal, en Espagne et à Gibraltar.

## Liste des sous-espèces
Selon The Reptile Database (3 août 2012) :

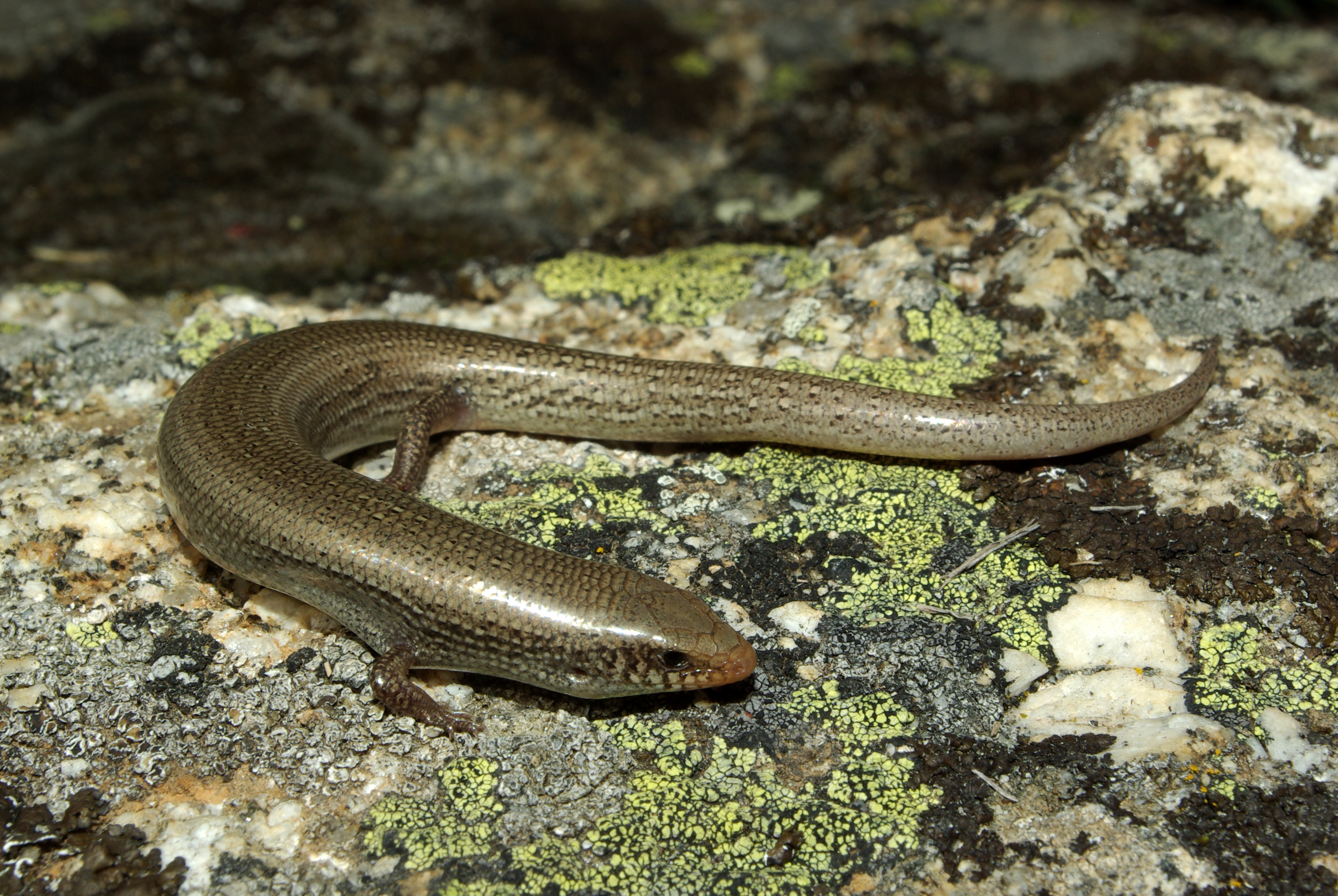

- Chalcides bedriagai bedriagai (Boscá, 1880)
- Chalcides bedriagai cobosi Valverde, 1997
- Chalcides bedriagai pistaciae Valverde, 1966

## Étymologie
Cette espèce est nommée en l'honneur de Jacques von Bedriaga,.

## Publications originales
- Boscá, 1880 : Gongylus bedriagai, Nueva Sub-Especie de la Península Ibérica. Anales de la Sociedad Española de Historia Natural, vol. 9, p. 495-503 (texte intégral).
- Valverde, 1966 : Notas sobre vertebrados II. Sobre las subespecies de Chalcides bedriagai (Boscá, 1880). Boletín de la Real Sociedad Española de Historia Natural, Sección Biológica, vol. 64, p. 169-170.
- Valverde, 1997 : Fauna Iberica, vol. 10: reptiles. Museo Nacional de Ciencias Naturales, Madrid, p. 1-705.